# Кабири
Кабирите (стгр. Κάβειροι) или Велики богове са божества с неуточнен брой, почитани с мистериални култове в античността на островите Самотраки, Лемнос и Имброс; в гръцките градове Тива, Тесалоники, Одесос; в тракийски царски резиденции като Севтополис и др. На Самотраки се наричат още „Велики богове“. Техните мистерии се ползват с изключителна популярност в древния свят. Смята се, че тези божества и техните култове са от трако-пеласгийски произход. Свързани са с Хефест.

## Култ и митове
За култа към тези божества се знае малко, макар че разкопките от Тива и Самотраки ни дават материални доказателства за тези обреди, свързани с култа към Богинята Майка. Светилището на остров Самотраки е един от техните най-големите религиозни центрове. Сигурно е, че основен момент в ритуала е обредът на свещения брак. Божественото дете играе голяма роля в мистериите. Великите богове са познати в образите на синове на Зевс (Диоскури). Навярно ритуалите са извършвани в ритуална зала, имитираща първичната пещера. Слизането в подземното помещение играе ролята на слизане в долното царство, символична смърт. Към всеки нов посвещаван се подхожда като към чужд на мистериалната тайна и след посвещението той става зрящ, приобщава се към тайното учение. Неслучайно мистите в много от кабирическите изображения се представят с превръзки на очите или забулени. След посвещението се запалва огънят в сакралното огнище и това символизира новия статут и закрилата на Великите богове. Кабирите са разглеждани и като трима братя, двама, от които заговорничат срещу третия и го убиват. За изкупване на този грях, изявяващ различието между добро и зло, единственото изкупление е посвещението. Понякога тези божества се представят като синове на Хефест, друг път той е техен син или един от тях. Обикновено Кабирите са трима и към тях се прибавя детето Кадмос. Кабирите са възприемани като божествени покровители на мореплавателите. Те са често споменавани в античната литература, но поради съществуваща религиозна забрана за разкриване тайните на мистериите не са запазени подробни описания. Изобразителни текстове на тивански вази и от Самотраки хвърлят светлина върху тайнството.
Светилището на Кабирите се наричат на много места Кабирион.

## Кабирите на Самотраки
Славата на античния остров Самотраки се дължи на култа към т. нар. „Велики богове“. Култът към Великите богове на Самотраки включва мистериален обред, посвещението в който е не по-малко популярно сред древните елини и римляни, колкото е и посвещението в Елевзинските мистерии.
Разположен в периферията на гръцкия свят, остров Самотраки е място на интензивни контакти между различни култури – на север с културата на Тракия, а на изток с малоазийските култури. Всички изследователи са единодушни по отношение на ясно изразените предгръцките елементи в самотракийския култ. Някои смятат, че островът е използван като пост на финикийската търговия, преди гърците да завладеят морските пътища в Източното средиземноморие. Според тях култът на Великите богове има семитски произход. Други подчертават тракийските елементи в този култ. Трети допускат и двата предгръцки субстрата.
Знаем, че мистериите на Самотракийските богове са били познати в класическа Атина – Херодот разказва за тях, като нарича боговете Кабири. Истинската масова популярност в античния свят те придобиват заради привързаността на македонската династия към Самотракийския култ, и по-специално на Филип II, Олимпиада и Александър Велики, а след тях – и на елинистическите владетели.
За изследователите на античността в България самотракийският култ е важен извор за тракийската религия, понеже е документиран и литературно.

## Кабирите в Тракия
Епиграфски сведения посочват, че в резиденцията на тракийския цар Севт III, Севтополис, са били почитани Великите богове на Самотраки – Кабирите. Една находка от Тракия, свързана с мито-ритуалните представи за кабирическия кръг е изображението върху каната ритон от Боровското съкровище. Според известния траколог професор Иван Маразов сцената показва встъпването в брак на Кабира с Великата богиня. Това е кулминационният момент в мистерията на Кабирите. Възможно е този съд да е част от култов сервиз за мистериите на Кабирите. В декорацията на съдовете от Панагюрското съкровище се среща изображението на негърски глави, които също се интерпретират като част от кабирически сюжет, понеже самите кабири често са описвани като негри, пигмеи, черни или само чужденци.
Наличието на кабирическа иконография в собствено тракийска среда свидетелства за съществуването на култови центрове в Тракия.

## Кабирите на Имброс
Кабирионът на остров Имброс не е локализиран със сигурност. Последни проучвания показват, че може би се е свлякъл по склона, на който е бил построен. Епиграфски паметници показват, че на острова е бил почитан Хермес Имбрамос, може би местна хипостаза на Самотракийския Кабир Кадмилос-Хермес.

## Кабирът в Тива
На 8 км западно от Тива се намира светилище на Кабир и Пайс (Дете). Павзаний разказва, че мистериите в тяхна чест са основани от Деметра, която също има свещена горичка наблизо. Култова почит в светилището е засвидетелствана от VI в. пр. Хр. до края на античността – IV в. Намерени са хиляди вотивни фигурки на бикове, овни, козли и др. Много характерни са керамичните съдове за пиене на вино, украсени с гротескни сцени и персонажи в уникален стил, свързани с мистериалните митове и посвещение.
В центъра на светилищено се намира правоъгълна сграда от VI в. пр. Хр., която се идентифицира като храма на Кабира. Около неговия вход е разположено съоръжение, което прилича на театър, но е без сцена. Вероятно това са седалки, от които посвещаващите са наблюдавали култовите действия. Няколко кръгли помещения са открити в светилището, датирани от V в. пр. Хр. Там са намерени голямото количество съдове за пиене на вино, поради което се предполага, че помещенията са служили за сакралните пирове, в които се е осъществявало посвещението в мистериите.
В Тиванския Кабирион, както във всички останали светилища на Кабирите е почитана свещена скала, която се намира зад театралното съоръжение.